# Épître du pseudo-Titus
L'Épître de Pseudo-Tite est une lettre prétendument écrite par Titus, compagnon de Paul de Tarse, à une communauté ascétique non identifiée d'hommes et de femmes chrétiennes qui se félicitent de la vie de chasteté et condamne toute activité sexuelle — même entre mari et épouse — comme étant un péché. L'épître est classée parmi les apocryphes du Nouveau Testament et ne survit que dans le Corrector Burchard ou Codex Burchardi, un manuscrit latin du VIIIe siècle, découvert en 1896 parmi les homélies de Césaire d'Arles,. L'épître latine contient de nombreux solécismes qui provenaient d'un auteur qui manquait de compétences en latin et en grec. Les origines de l'Epître restent floues, cependant, il contient de fortes caractéristiques d'encratisme et peuvent avoir des connexions avec le priscillianisme mouvement chrétien qualifié d'hérétique au Ve siècle en Espagne,.